# Taxillus levinei
Taxillus levinei là một loài thực vật có hoa trong họ Loranthaceae. Loài này được (Merr.) H.S. Kiu miêu tả khoa học đầu tiên năm 1983.